# Новосибірський трамвай
Новосибірський трамвай — діюча трамвайна мережа у місті Новосибірськ, Росія.

## Історія
Перша трамвайна лінія була введена в експлуатацію у Новосибірську 26 листопада 1934 року на правому березі річки Об. На лівому березі трамвай було введено в експлуатацію у 1941 році. 
1955 року розокремлені мережі було об'єднано. 
У 1990 році, у зв'язку з будівництвом метро через річку Об, мережі знову розокремили. 
На середину 2010-х років мережа складалася з трамвайних маршрутів завдовжки 83 км.

## Депо
- Дзержинське — депо ліквідовано у 1998 році.
- Ленінське — депо ліквідовано у 2005 році.
- Жовтневе (рос. Октябрськое) (Правобережне — Філія 5-го МКП ГЕТ) — трамвайне депо знаходиться на правому березі міста, депо обслуговує 77 вагонів.
- Кіровське (Лівобережне — філія 4-го МКП ГЕТ) — трамвайне депо знаходиться на лівому березі міста, депо обслуговує 80 вагонів.

## Маршрути
Станом на лютий 2025 року Новосибірську діють 10 маршрутів.
| Перелік трамвайних маршрутів в місті Новосибірськ | Перелік трамвайних маршрутів в місті Новосибірськ         | Перелік трамвайних маршрутів в місті Новосибірськ | Перелік трамвайних маршрутів в місті Новосибірськ                  |
| №                                                 | Маршрут                                                   | № філії МКП ГЕТ                                   | Примітки                                                           |
| ------------------------------------------------- | --------------------------------------------------------- | ------------------------------------------------- | ------------------------------------------------------------------ |
| 2                                                 | Станція метро «Площа Маркса» — Мікрорайон «Чиста Слобода» | 4                                                 | З 9 листопада 2016                                                 |
| 3                                                 | Станція метро «Площа Маркса» — Молкомбінат                | 4                                                 | В будні, в «годину пік», відновлений з 7 серпня 2015               |
| 5                                                 | Сад Мічурінців — Золота гірка                             | 5                                                 | Закритий з 3 квітня 2018                                           |
| 8                                                 | Мікрорайон «Чиста Слобода» — ТЕЦ-2                        | 4                                                 |                                                                    |
| 9                                                 | Молкомбінат — ТЕЦ-2                                       | 4                                                 | Закритий через ліквідацію кільця біля ТЕЦ-2                        |
| 10                                                | Бугринський гай — Хлібзавод — Бугринський гай             | 4                                                 | Кільцевий                                                          |
| 11                                                | ПКіВ «Сосновий бір» — Золота гірка                        | 5                                                 |                                                                    |
| 13                                                | Гусинобродське шосе — Вул. Писарєва                       | 5                                                 |                                                                    |
| 14                                                | Пл. Калініна — Сад Мічурінців                             | 5                                                 | До 2 квітня 2018 — маршрут «ПКіВ «Сосновий бір» — Сад Миічурінців» |
| 15                                                | Південно-Західний ж/м — Бугринський гай                   | 4                                                 |                                                                    |
| 16                                                | Станція метро «Площа Маркса» — Південно-Західний ж/м      | 4                                                 | З 29 липня 2015                                                    |
| 18                                                | Південно-Західний ж/м — сел. Чемський (рос. Чемской)      | 4                                                 | До 8 грудня 2017 — маршрут «Південно-Західний ж/м — Вул. Петухова» |
| 19                                                | Станиславський ж/м — Станиславський ж/м                   | 4                                                 | Кільцевий, закритий з 20 вересня 2013                              |

## Рухомий склад на початок 2010-х
| Тип        | Кількість, шт. |
| ---------- | -------------- |
| КТМ-5      | 66             |
| KTM-5A     | 54             |
| KTM-19KT   | 4              |
| ЛМ-99KE    | 2              |
| ЛМ-99K     | 1              |
| АКСМ-60102 | 1              |
| КТМ-23     | 1              |

Крім того в обігу є 27 службових вагонів.